# Xã East Mahoning, Quận Indiana, Pennsylvania
Xã East Mahoning (tiếng Anh: East Mahoning Township) là một xã thuộc quận Indiana, tiểu bang Pennsylvania, Hoa Kỳ. Năm 2010, dân số của xã này là 1.077 người.